# 교황 하드리아노 5세
교황 하드리아노 5세(라틴어: Hadrianus PP. V, 이탈리아어: Papa Adriano V)는 제186대 교황 (재위: 1276년 7월 11일 - 1276년 8월 18일)이다. 본명은 오토부오노 데 피에스키(이탈리아어: Ottobuono de' Fieschi)이다.

## 생애
오토부오노는 라바냐의 백작 집안인 피에스키 가문 출신이다.
그의 경력은 1243년 교황 전속 사제로 임명된 것에서 시작한다. 그 뒤에 그는 볼로냐의 수석부제(1244)와 파르마의 수석부제(1244/48-1255), 랭스 대성당 의전참사회원(1243-1250) 등을 두루 거치며 성직록을 받았다. 1251년 12월 그는 삼촌인 교황 인노첸시오 4세에 의해 산 아드리아노 성당의 부제급 추기경에 서임되었다. 또한 그는 산타 마리아 마조레 대성전의 수석사제로도 임명되었다.
1265년 그는 교황 클레멘스 4세에 의해 잉글랜드로 파견 나가 헨리 3세 국왕과 잉글랜드 남작들 사이를 성공적으로 중재하고 십자군 원정 설교를 하였다. 그는 그곳에서 1265년 10월부터 1268년 7월까지 교황 특사로 머물렀다. 그의 외교적 위상은 잉글랜드에서 가장 오래된 성문법인 1267년 말버러법에 ‘잉글랜드의 교황 사절 오토본 경’(The Lord Ottobon, at that time legate in England)이라는 이름이 남아있을 정도였다. 당시 잉글랜드에 파견된 특사단 중에는 훗날의 교황 보니파시오 8세가 되는 젊은 외교관도 있었다. 1268년 4월, 그는 잉글랜드 교회법을 제정했는데, 이 법은 16세기 잉글랜드 종교개혁이 일어나기 전까지 통용되었다.
프레스키는 헨리 3세와 먼 친척 사이로 친밀한 관계였는데, 그의 누이는 헨리 3세의 왕비인 프로방스의 엘레오노르의 사촌 사보이아 백작 토마소의 남편이었다.
나폴리 국왕 카를로 1세의 영향 아래 1276년 7월 11일 교황으로 선출되었으나 병세가 악화되어 대관식도 거행하기 전에 1276년 8월 18일 비테르보에서 선종하였다. 사후 산 프란체스코 알라 로카 성당에 무덤이 조성되었다. 그의 묘비는 아르놀포 디 캄비오가 만들었다.
그는 콘클라베에 관한 교황 그레고리오 10세의 칙서를 무효화했지만, 새 규정을 재정하기 전에 선종하였다.

## 같이 보기
- 교황 목록